# Херцзе
Хе́рцзе (нем. Herzsee) — высокогорное озеро на перевале Хохйох в горах Фервальгруппе. Располагается на территории округа Блуденц в федеральной земле Форарльберг на западе Австрии. Относится к бассейну реки Лиц, правого притока Илль. Херцзе считается одним из красивейших озёр Форарльберга.
Находится на высоте 2216 м над уровнем моря в восточной части коммуны Шрунс. Площадь озера составляет около 0,8 га. Сток из Херцзе идёт на север через ручей Тойфельсбах в озеро Шварцзе.
Вода в озере мягкая, слабощелочная (pH 7,4).